# Фиљаково
Фиљаково (слч. Fiľakovo, мађ. Fülek) град је у Словачкој, који се налази у оквиру Банскобистричког краја, где је у саставу округа Лучењец.

## Географија
Фиљаково је смештено у јужном делу државе, близу границе са Мађарском - 8 km југоисточно од града. Главни град државе, Братислава, налази се 260 км западно од града.
Рељеф: Фиљаково се развило у области јужних Татри. Подручје северно од града је планинско (планина Церовска врховина), док се јужно пружа побрђе. Град је смештен на приближно 190 m надморске висине.
Клима: Клима у Фиљакову је умерено континентална.
Воде: Кроз Фиљаково протиче речица Белина.

## Историја
Људска насеља на овом простору датирају још из праисторије. Насеље под данашњим именом први пут се спомиње 1246, као место насељено Мађарима. Насеље је 1423. године добило градска права.
Крајем 1918. Фиљаково је постало део новоосноване Чехословачке. У времену 1938-44. године град је био враћен Хортијевој Мађарској, али је поново враћен Чехословачкој после рата. За време комунизма град је нагло индустријализован, па је дошло до наглог повећања становништва. После осамостаљења Словачке град је постао њено значајно средиште, али је дошло до привредних тешкоћа у време транзиције.

## Становништво
| Година:    | 1994.  | 2004.   | 2014.   | 2024.    |
| ---------- | ------ | ------- | ------- | -------- |
| Број људи: | 10 227 | 10 329  | 10 695  | 9623     |
| Разлика:   |        | +0,99 % | +3,54 % | -10,02 % |

| Година:    | 2023. | 2024.   |
| ---------- | ----- | ------- |
| Број људи: | 9683  | 9623    |
| Разлика:   |       | -0,61 % |

Данас Фиљаково има око 13.000 становника и последњих година број становника полако опада.
Етнички састав: По попису из 2001. састав је следећи:
- Мађари - 64,4%,
- Словаци - 30,2%,
- Роми - 4,0%,
- остали.

Верски састав: По попису из 2001. састав је следећи:
- римокатолици - 77,5%,
- атеисти - 11,8%%,
- остали.

## Партнерски градови
- Батоњтерење

## Галерија
- Римокатоличка црква
- Здање општине
- Стари град
- Градски музеј у Фиљакову